# Bronto Marsz
Bronto Marsz – terenowy samochód osobowy produkowany przez rosyjską firmę Bronto.
Samochód ten jest jednym z niewielu masowo produkowanych pojazdów z ogromnymi oponami balonowym i zaprojektowany został do jazdy po trudnych terenach. Samochód ten posiada nadwozie Łady Niva zamocowane na ramie UAZa 469 i uzupełnione o powiększone zderzaki i ramy ochronne. Wóz ten ma wyraźnie powiększony prześwit. Za dodatkową opłatą samochód ten może być wyposażony w tylne siedzenia i hydrauliczne amortyzatory.  Naciski jednostkowe w specjalnych oponach TREKOL wynoszą 0,1-0,4 kg/cm2. Bronto Marsz może też pływać; w wodzie pojazd napędzany jest poprzez obracające się koła. Marsh może przewozić ładunek 400 kg (w tym pasażerów) i rozwijać prędkość maksymalną do 70 km/h.